# Џејд Брукс
Џејд Хелена Брукс (енгл. Jade Brooks; рођена 1992) је ауторка и активисткиња позната по својој аутобиографији The Teen Sex Trade: My Story. Њен активистички рад се фокусира на помоћ сексуално експлоатисаним младима и подизање свести.

## Биографија
Рођена је 1992. године у Торонту, одрасла је у Халифаксу. Има четворо браће и сестара. Са једанаест година је смештена у хранитељски систем Нове Шкотске. Са петнаест година је упознала свог будућег дечка, који је касније постао трговац људима. Тргована је у Торонту и Монтреалу. Године 2011, када је имала деветнаест година, успела је да напусти трговину људима и присилну проституцију. Од тада помаже другим жртвама сексуалне експлоатације. 
Допринела је стварању The Stages of Sexual Exploitation, алата који помаже да се идентификује да ли је неко сексуално искоришћаван. Њена прва књига The Teen Sex Trade: My Story је објављена у септембру 2017, а следећу је објавила сама Renegade: Teen Sex Trade Part Two 2021.
Године 2019. је представљена на симпозијуму округа Пиктоу о трговини људима. Допринела је развоју модула онлајн програма Supporting Survivors of Sexual Violence: A Nova Scotia Resource, 2021. године, који се фокусира на експлоатацију деце и младих.

## Књиге
- The Teen Sex Trade: My Story (2017)[1]
- Renegade: Teen Sex Trade Part Two (2021)[8][9]